# Dactylopusia micronyx
Dactylopusia micronyx är en kräftdjursart som beskrevs av Georg Ossian Sars 1905. Enligt Catalogue of Life ingår Dactylopusia micronyx i släktet Dactylopusia och familjen Thalestridae, men enligt Dyntaxa är tillhörigheten istället släktet Dactylopusia och familjen Dactylopusiidae. Arten är reproducerande i Sverige. Inga underarter finns listade i Catalogue of Life.